# Nam Cam Ranh
Nam Cam Ranh là một xã thuộc tỉnh Khánh Hòa, Việt Nam.

## Lịch sử
Ngày 16 tháng 6 năm 2025, Ủy ban Thường vụ Quốc hội ban hành Nghị quyết số 1667/NQ-UBTVQH15 về việc sắp xếp các đơn vị hành chính cấp xã của tỉnh Khánh Hòa năm 2025 (nghị quyết có hiệu lực từ ngày 16 tháng 6 năm 2025). Theo đó, hợp nhất các xã Cam Lập, Cam Bình, Cam Thịnh Đông và Cam Thịnh Tây thành xã Nam Cam Ranh.

## Địa lý
Xã Nam Cam Ranh có ranh giới với các xã, phường:
- Phía Bắc giáp phường Ba Ngòi
- Phía Nam giáp xã Công Hải
- Phía Tây giáp xã Bác Ái Đông

Xã có diện tích 92,59 km², dân số năm 2025 là 23.525 người, mật độ dân số đạt 254 người/km².